# Raionul Grigoriopol, județul Dubăsari
Raionul Grigoriopol a fost unul din cele cinci raioane ale județului Dubăsari din Guvernământul Transnistriei între 1941 și 1944.